# يوسف بن أبي الساج
يوسف بن أبي الساج ( المتوفي 928) هو والي أذربيجان من بني السَّاج من عام 901 حتى وفاته.

## الحرب ضد الأرمن والجورجيين

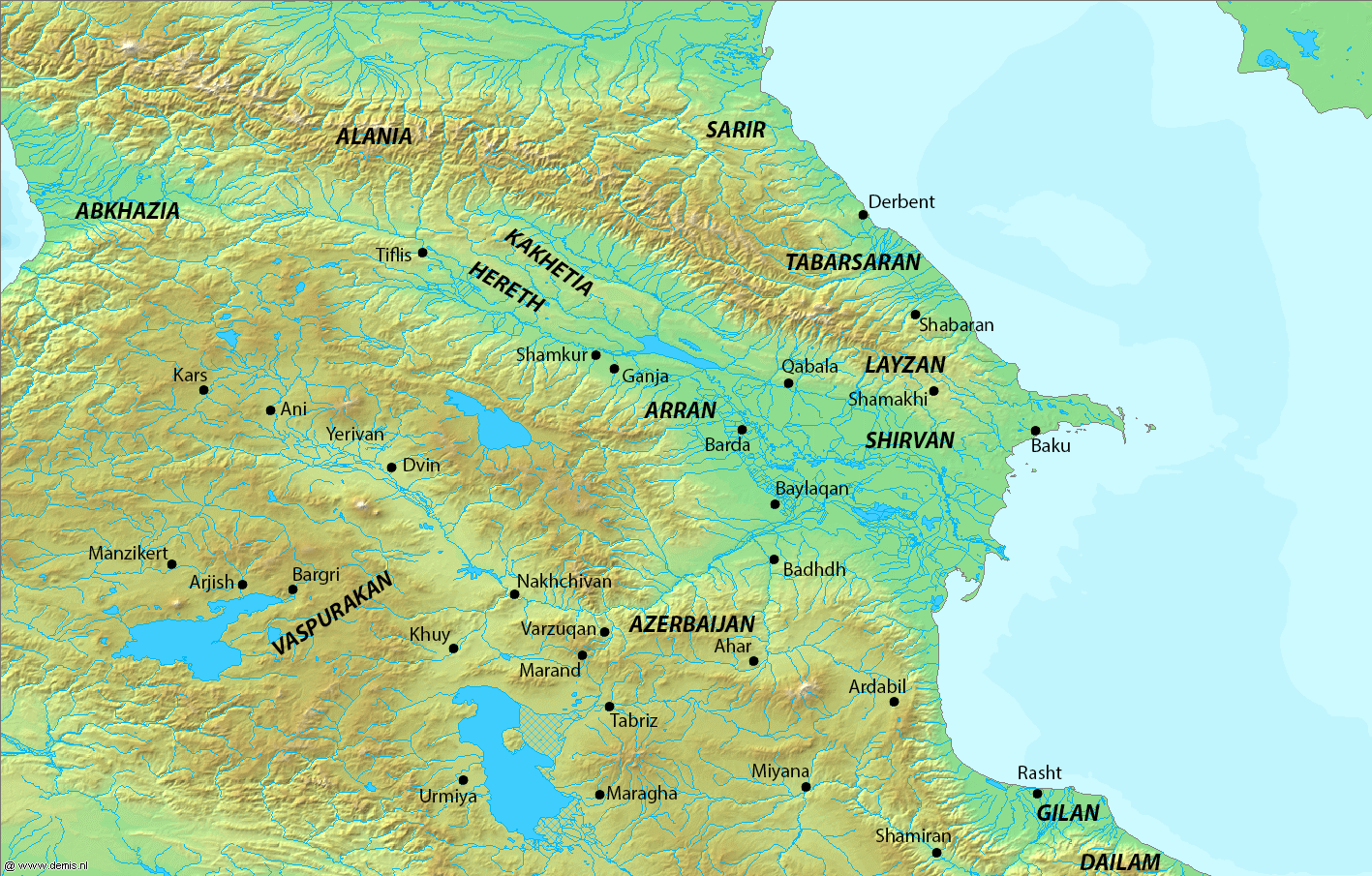
خريطة أذربيجان والقوقاز.

وصل يوسف إلى السلطة عام 901 بالإطاحة بابن أخيه ديواد بن محمد حيث هدم جدران مراغة ونقل العاصمة إلى أردبيل. بعد ذلك بوقت قصير ، عرض ملك أرمينيا البقرادوني سمبات الأول أن يصبح تابعاً مباشراً للخليفة العباسي المكتفي بالله ولما كان هذا يهدد مصالح الدولة الساجدية في أرمينيا طالب يوسف بمثول سمبات الأول أمامه. عندما رفض البقرادونيين غزا أرمينيا. تم التوصل في النهاية إلى اتفاق بين الجانبين في 903 ؛ تلقى سمبات الأول تاجًا من يوسف معترفًا به على أنه سيده.
لم يقم يوسف أبداً بإضفاء الطابع الرسمي على علاقاته مع الخليفة وأصبحا معاديين لبعضهما البعض. في عام 908 تم إرسال جيش خلافة ضد يوسف لكن المكتفي توفي وخلفه المقتدر حيث عقد السلام مع ساجد. كان لوزير المقتدر علي بن الفرات دور فعال في إحلال السلام. منذ ذلك الحين، اعتبره يوسف حاميه في بغداد وكثيراً ما أطلق عليه اسم على عملته المعدنية. سمح السلام ليوسف أن يستثمر مع حكومتي أذربيجان وأرمينيا في 909 من قبل الخليفة.
خلال الصراع بين يوسف والخلافة ، شجع الأخير الملك سمبات على معارضة ساجد. بعد تسوية علاقاته مع الخليفة يوسف قرر الانتقام. وجد حليفًا راغبًا في أمير فاسبوراكان جاجيك أرتسروني الذي كان منخرطًا في نزاع مع البقرادونيين على منطقة ناخجيوان أصبح جاجيك تابعًا ليوسف وأعطاه ساجد تاجًا. في عام 909 ، استولى يوسف على ناخجيوان وسيطر مع جاجيك على سيونيخ. ثم تابع سمبات في جميع أنحاء البلاد ، وبعد أن أمضى الشتاء في دفين هزم في 910 جيشًا بقيادة نجلي سمبات ، أشوت وموشيل في شمال يريفان تم القبض على موشل وتسمم.
استمرت الحرب بين الساجدين والبغراتيين ، حيث دمرت البلاد وعانى الأرمن من الاضطهاد الديني على أيدي المسلمين. في حوالي عام 913 ، تمكن يوسف من محاصرة سمبات في إحدى قلاعه. على الرغم من أن الحصار لم يكن قادرًا على إجبار القلعة على الاستسلام ، قرر سمبات تسليم نفسه طواعية ليوسف في محاولة لإنهاء الحرب. أطلق يوسف سراحه في البداية ، لكنه قبض عليه بعد ذلك ووضعه في السجن لمدة عام. أثناء حصار إرينجاك ، وفي محاولة لإقناع المدافعين بالاستسلام ، قام يوسف بتعذيب سمبات وإعدامه أمام أسوار القلعة. ثم تم إرسال الجثة إلى دفين وعلقها هناك. خلفه آشوت ابن سمبات في دور أشوت الثاني . حاول يوسف في البداية إلحاق الهزيمة به أيضًا ؛ رفض جاجيك التعاون لذلك أسس سبارابيت كملك منافس في ديوين. كان أشوت الثاني قادرًا على كسب ولاء الأرمن، ويمكنه أيضًا الاعتماد على دعم البيزنطيين . بما أن يوسف كان يواجه مشاكله الخاصة مع الخلافة مرة أخرى (انظر أدناه) ، فقد عقد السلام مع أشوت عام 917 ، ومنحه تاجًا.
في عام 914 ، قام يوسف بن أبي الصاج - المعروف لدى الجورجيين باسم أبو القاسم - بحملة في الأراضي الجورجية . كانت هذه الحملة واحدة من المحاولات الكبرى الأخيرة من جانب الخلافة العباسية للاحتفاظ بحكمها المتهالك على الأراضي الجورجية ، والتي كانت في ذلك الوقت خليطًا من الدول الأصلية المنافسة والممتلكات الإسلامية. جعل يوسف تفليس قاعدة لعملياته. قام أولاً بغزو كاخيتي واستولى على حصون أوجارما وبوخورما ، ولكن تم إرجاع الأول بعد ذلك إلى الحاكم الكاخيتي كفيريكي بعد مناشدته من أجل السلام. انتقل يوسف بعد ذلك إلى كارتلي ، فقط ليرى تحصينات أبليستسيخ وقد هدمها المدافعون عنهم. من هناك ، اندفع الأمير إلى مسخيتي و جافاخيتي . غير قادر على السيطرة على معقل تومجفي، استولى على قلعة قعيلي وقتل مدافعها جوبرون . وكانت المصادر الإسلامية صامتة عن هذه الأحداث.